# Village de Hongqiao (Shanghai)
Pour les articles homonymes, voir Hongqiao.
Le village de Hongqiao (chinois simplifié : 虹桥镇 ; pinyin : Hóngqiáo zhèn ; litt. « village du « Pont de l'arc-en-ciel ») est un village situé dans le district de Minhang, à Shanghai.
Il abrite notamment l'Aéroport international de Shanghai Hongqiao (上海虹桥国际机场).